# Wojciech Grochowski
Wojciech Jerzy Grochowski (ur. 28 września 1942 w Warszawie) – polski samorządowiec, prezydent Torunia w latach 1998–2002.

## Życiorys

### Wykształcenie
W 1966 ukończył studia magisterskie na Wydziale Matematyczno-Fizycznym Uniwersytetu Mikołaja Kopernika w Toruniu, kierunek fizyka. Absolwent studiów podyplomowych z zakresu mikroelektroniki na Politechnice Gdańskiej (1970) oraz z zakresu mikroprocesorów, PAN w Warszawie (1973). Osiągnął I stopień specjalizacji inżyniera przyznany przez Ministerstwo Przemysłu Maszynowego. Ponadto autor 16 patentów RP i szeregu publikacji specjalistycznych w dziedzinie elektroniki i automatyki.

### Działalność publiczna
W latach 1972–1981 był przewodniczącym komisji w Stowarzyszeniu Elektroników Polskich. Następnie od 1984 do 1990 wiceprzewodniczącym Rady Pracowniczej Naukowo-Produkcyjnego Centrum Półprzewodników. Działalność samorządową rozpoczął w 1990, do 1994 sprawował funkcję wiceprzewodniczącego Rady Miasta Torunia. W latach 1998–2002 pełnił urząd prezydenta miasta Torunia.

Za jego prezydentury Toruń gościł papieża Jana Pawła II (7 czerwca 1999). Miasto otrzymało bezzwrotną pomoc z Unii Europejskiej na największą w historii miasta inwestycję związaną z wymianą i rozbudową sieci kanalizacyjnej w ramach projektu ISPA. Wyposażono Szpital Miejski w pierwszy w mieście koronograf (aparat do badań naczyń wieńcowych). Przeprowadzono największy w historii remont mostu drogowego im. Józefa Piłsudskiego. Wybudowano kilkaset mieszkań na wynajem. Dokonano modernizacji i rozbudowy wielu szkół i placówek edukacyjnych. Utworzono Toruńskie Centrum Koordynacji Ratownictwa i Ochrony Ludności. 

### Działalność zawodowa
W latach 1966–1982 był kierownikiem działu konstrukcji w Zakładzie Elektronicznym „Unitra-Cemi” Toruń. W 1982 został kierownikiem działu kontroli jakości w „Zeus” Zakład Elektronicznych Układów Scalonych. W latach 1989–1996 był głównym specjalistą ds. informatyki w Zakładzie „Tojo” (Toruńskie Jogurty), a następnie w latach 1996–1998 dyrektorem Ośrodka Informatyki Urzędu Wojewódzkiego w Toruniu.

## Rodzina
Jest synem Alfonsa (kapitana Wojska Polskiego, oficera Armii Krajowej, Powstańca Warszawskiego) i Marty z domu Maciejewskiej (bankowca). Mąż Anny, ojciec piątki dzieci: Krzysztofa, Pawła, Grzegorza, Jerzego oraz Małgorzaty. Jego stryj Kazimierz Grochowski, ksiądz katolicki, został zamordowany przez hitlerowców za ukrywanie Żydów.

## Odznaczenia
W 1982 otrzymał nagrodę I stopnia Ministra Komunikacji. W 1998 został odznaczony Złotą Odznaką „Za zasługi dla rozwoju przemysłu maszynowego”. W okresie pełnienia funkcji prezydenta miasta Torunia otrzymał Złoty Krzyż Zasługi (2001). W 2024 został odznaczony Odznaką Honorową za Zasługi dla Województwa Kujawsko-Pomorskiego.